# Jüdischer Friedhof (Hilten)
Der Jüdische Friedhof Hilten befindet sich im Ortsteil Hilten der niedersächsischen Stadt Neuenhaus im Landkreis Grafschaft Bentheim.
Der jüdische Friedhof, den alle Juden der Niedergrafschaft benutzten, wurde schon im 17. Jahrhundert eingerichtet. Die älteste bekannte Beisetzung erfolgte 1769. Im Jahr 1822 wurde eine Einzäunung des Geländes beantragt und genehmigt.